# Juin 2012 en sport
Cette page concerne l'actualité sportive du mois de juin 2012

## Faits marquants

### Vendredi8 juin

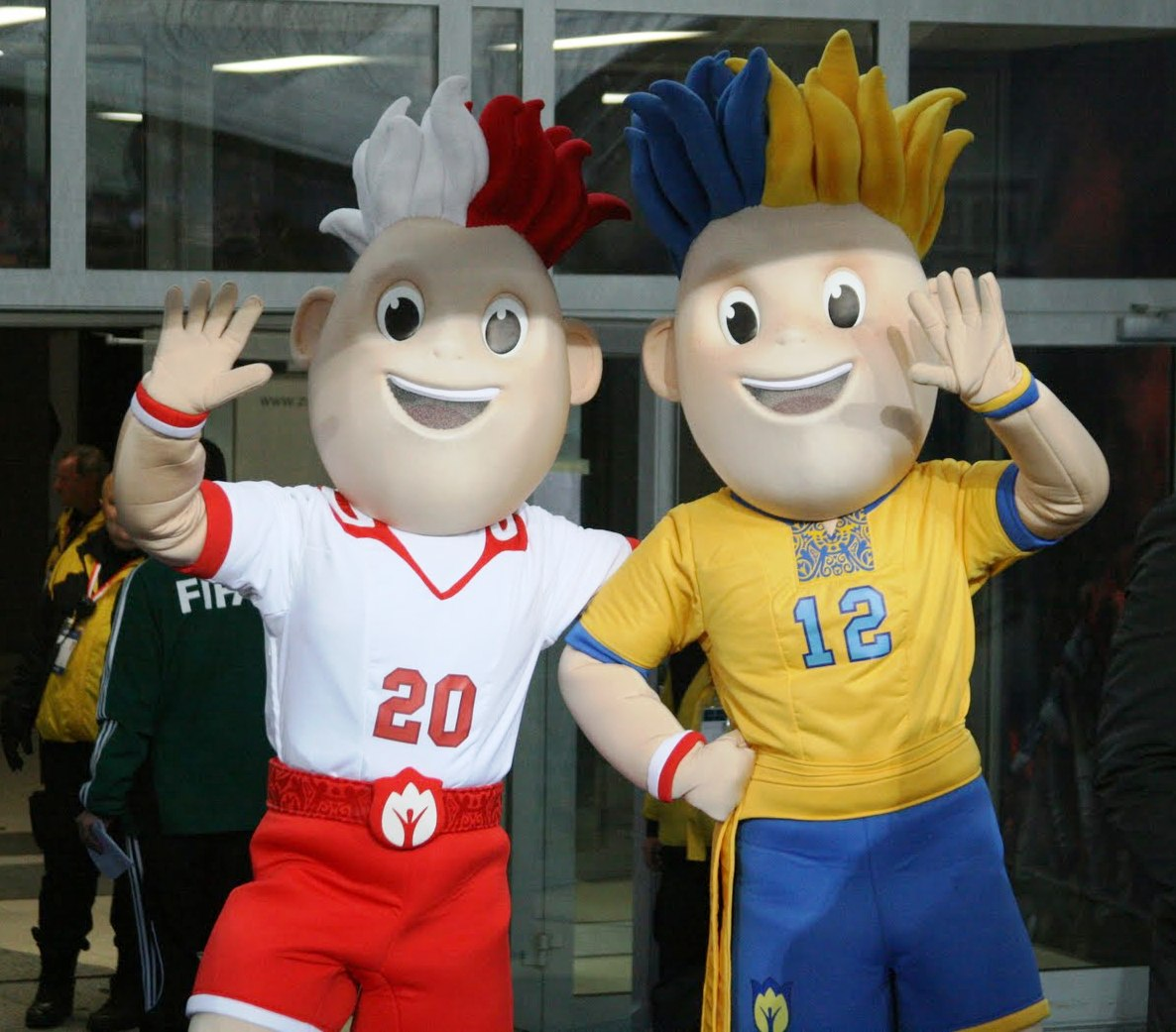
Les mascottes de l'Euro à Poznań.

- Football : Ouverture  de la quatorzième édition du Championnat d'Europe de football, qui aura lieu pour la première fois en Pologne et en Ukraine[19]. Tous les matches ont lieu en juin, mis à part la finale qui clôt le tournoi le 1er juillet, à Kiev. L'Espagne, tenante du titre et récente championne du monde, y défend son trophée.

### Samedi9 juin
- Rugby à XV : le Stade toulousain remporte son 19e titre de champion de France en dominant le RC Toulon en finale sur le score de 18 à 12. Aucun essai n'est marqué au cours du match qui se résume à un duel de buteurs : six pénalités réussies par Luke McAlister contre quatre pour Jonny Wilkinson[20].

### Lundi11 juin
- Tennis : Rafael Nadal remporte son septième titre à Roland-Garros battant ainsi le record établi par Björn Borg. Il domine lors de la finale interrompue par la pluie, le numéro un mondial Novak Djokovic en quatre sets (6-4, 6-3, 2-6, 7-5)[21].

### Vendredi22 juin
- Basket-ball : le Heat de Miami est sacré champion des Playoffs NBA 2012, grâce à leur victoire en finale 4 à 1, contre le Thunder d'Oklahoma City[22].